# Schartauanism
Schartauanismen är en inomkyrklig väckelserörelse som framförallt fick fäste i Västsverige under 1800- och 1900-talet. Den betonar den enskilda människans frälsningsmöjlighet genom ordo salutis ("nådens ordning"). Läran utvecklades till en strängt dogmatisk doktrin av Henric Schartaus lärjungar.

## Bönder
På det kyrkliga området var 1800-talet schartauanismens århundrade. Med en pionjärtid på 1820- och 1830-talet och definitivt genombrott vid seklets mitt kom denna inomkyrkliga strömning att dominera gudstjänstlivet i stora delar av Västsverige fram till våra dagar. Schartauanismens syn på den kyrkliga ordningen och tro på en personlig väckelse inom kyrkans ram tog strid mot "romantiska väckelser och svärmerier" som man kallade frikyrkorna. Avsaknaden av frikyrklighet i stora delar av den västsvenska regionen blev följden, gammalkyrkligheten passade till hemmansägarens tillvaro, där man i början av 1900-talet hade längre arbetstid inom till exempel jordbruket, än i öst. Bondeklassen blev individuella jordägare, med individualism och svag ekonomisk utveckling som följd, men det fanns undantag, till exempel norra Orust, som inte var frikyrkligt utan i huvudsak schartauanskt.

## Hustavlan
Gammalkyrkligheten återupplivade mycket av den hustavleideologi som var på väg att försvinna från den officiella kyrkan. Hustavlans ideologi påverkade starkare i väst, med försakelse och måttlighet i släptåget. Kallelsen som innebar att det dagliga arbetet sågs som en uppgift given av Gud, kunde delvis legitimera usla arbetsförhållanden och över huvud uppmuntra till en statisk samhällssyn, men den kan också tolkas på andra sätt: var och en har särskilda arbetsuppgifter, som Guds skickelser dag för dag ger honom utöver de härmed satta gränserna, som dock genom Guds egen ledning ständigt för den uppmärksamme skola utvidgas. Med flexibel tolkning fick hustavleideologin även moderniserad funktion i ett visst skede, till exempel då stora grupper av människor disciplineras till fabriksarbete.

## Västsvenska arbetare
I slutet av 1800-talet var kallelsetanken i hög grad utbredd i städer som Uddevalla, Göteborg eller Varberg och i industriområden. Till de starkaste fästena hörde industrisocknarna i Mark. Från Kampenhofs textilfabrik i Uddevalla berättas det om att i slutet av 1800-talet hölls särskilda husförhör för fabriksarbetarna och fabriksflickorna, inte för att det i sammanhanget handlat om tvång från överheten, utan för att den folkliga schartauanismen var väl utbredd och man med glädje tog emot denna fridag för detta ändamål. Bibeln och psalmboken var viktiga för egen uppbyggelse inom schartauanismen. Den dagliga husandakten och den söndagliga kyrkogången gav karaktär åt veckor och dagar.

## Baptister och metodister
Trots ovanstående schartauanska dominans i Västsverige, kan man ändå säga att en del av den svenska frikyrkorörelsen debuterade i Västsveriges kustlandskap i norra Halland, i och med det första baptistdopet i Sverige 1848 och bildande av en metodistförsamling i Vallda 1867.

## Kända företrädare för den schartauanska fromhetsriktningen
- Gustaf Daniel Björck (1806–1888), biskop i Göteborgs stift
- Carl Elis Daniel Block (1874–1948), biskop i Göteborgs stift
- Ragnar Block (född 1940), kyrkoherde i Kville, senare komminister i Berghems och Hajoms församlingar
- Hans Fredrik Cedergren (1799–1863), kyrkoherde i S:t Peters klosters församling, Lund, kontraktsprost
- Gustav Leonard Dahl (1801–1877), kyrkoherde i Krokstad
- Johan Henrik Holmqwist (1801–1879), kyrkoherde i Kville
- Johan Henrik Hägglund (1833–1902), kyrkoherde i Västra Karups församling
- Carl S. Lindblad (1867–1939), kyrkoherde i Ljungby, Göteborgs stift
- Lars Norborg (1846–1907), komminister i Göteborgs Haga
- Natanael Rexius (1852–1920), domprost i Göteborg
- Ivar Rhedin (1881–1953), kyrkoherde i Säve pastorat, kontraktsprost, tidningsman, politiker
- Henrik Florus Ringius (1847–1925), kyrkoherde i Solberga socken, Bohuslän
- Carl Johan Schlyter (1795–1888), jurist, professor, utgav Henric Schartaus efterlämnade skrifter
- August Simson (1815–1900), kapellpredikant och skollärare, Käringön
- Carl Thölén (1871–1942), kyrkoherde i Göteborgs Vasa församling
- Ivar Wallerius (1870–1933), kyrkoherde i Göteborgs Gamlestads församling, filosofie doktor i geologi
- Hans Peter Wickelgren (1797–1828), pastorsadjunkt i bland annat Krokstad och Torslanda